# Cécile Aubry
Anne-José Bénard, coneguda com a Cécile Aubry, és una escriptora, guionista, directora i actriu francesa (París, 3 d'agost de 1928 - Dourdan (Essonne), 19 de juliol de 2010). És més coneguda per escriure la telenovel·la d'èxit dels anys 60 Belle et Sébastien, basada en les diverses novel·les que tenen els personatges de Belle i Sébastien com a herois.
També és autora d'una cinquantena de llibres infantils, inclosa la sèrie Poly, que va desenvolupar per primera vegada com a telenovel·la de televisió.

## Biografia

### Naixement i família

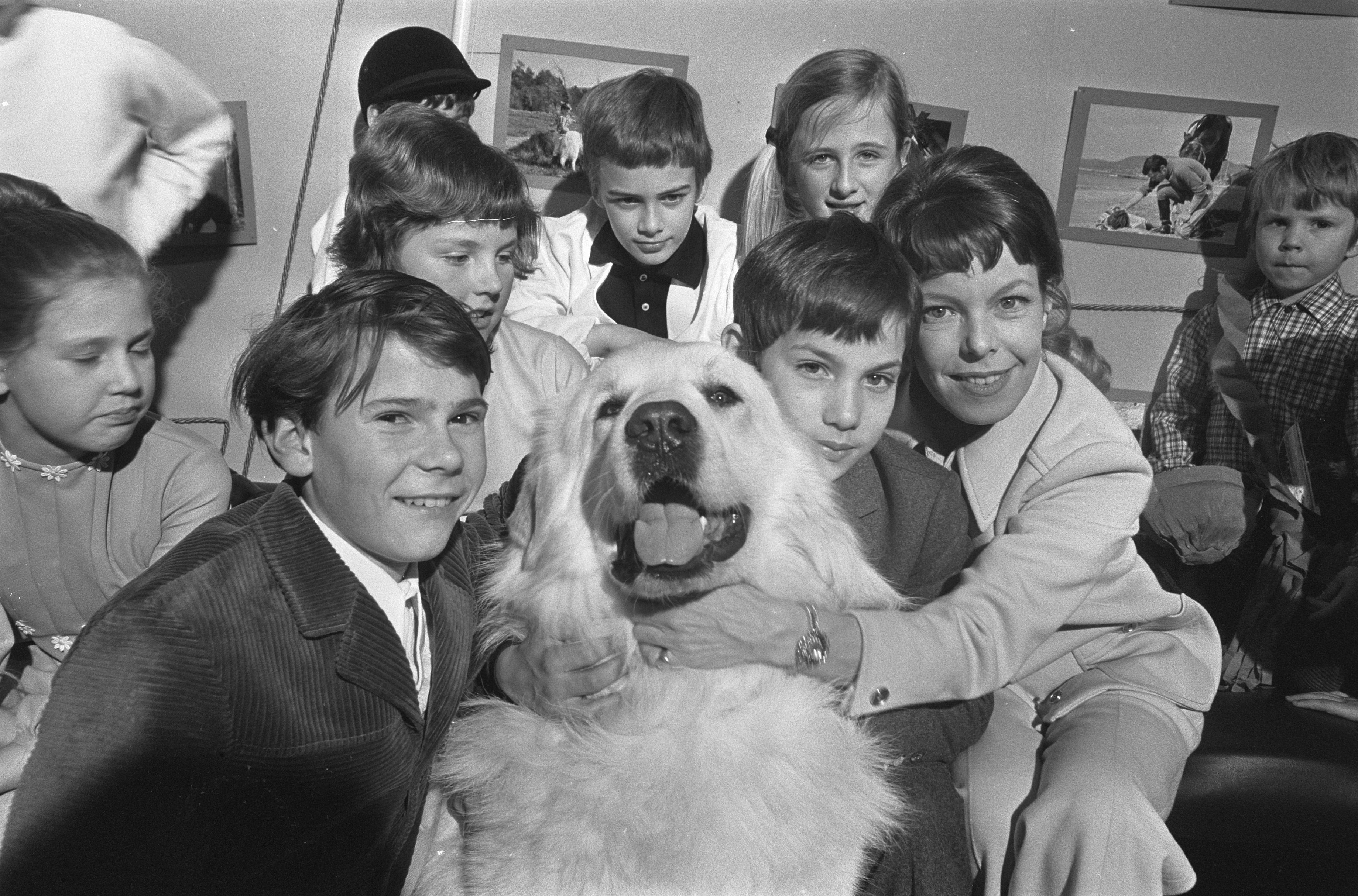
Sessió fotogràfica a Amsterdam, l'any 1969, per a la presentació pública de la segona temporada de la sèrie Belle et Sébastien.

Anne-José Madeleine Henriette Bénard provenia d'una família de la classe mitjana alta. El seu pare, Lucien Bénard, politècnic, era especialista en liquidació d'empreses, i la seva mare, Marguerite Candelier, egiptòloga.

### Carrera com a actriu
Va començar la seva carrera com a ballarina, i es va formar com a actriu al Cours Simon, on Henri-Georges Clouzot la va descobrir. Va gaudir d'un èxit rotund des del seu debut amb la pel·lícula Manon, de Henri-Georges Clouzot, rodada el 1949, que rebé el Lleó d'Or a Venècia. Encarnant, segons la voluntat del director, un enginy pervers tan venal com sexualment "voraç", aquest personatge inscrit en el mite de la dona-infant li va aportar notorietat internacional. Al juny de 1950 aparegué a la portada de la revista Life i va signar un contracte amb la 20th Century Fox. Instal·lada als Estats Units, la veiem l'any 1950 a The Black Rose, al costat de les estrelles Tyrone Power i Orson Welles. Després, el 1951, aparegué a Barbablava, com a l'última dona d'aquest personatge inquietant; n'interpretà al costat de Pierre Brasseur la versió francesa, i de Hans Albers la versió alemanya. Durant uns deu anys, participà en diverses pel·lícules i dues obres de teatre que no tingueren l'èxit del seu debut i es prestà a aparicions publicitàries.

### Matrimoni i naixement de Mehdi
El 1956 es va casar a la mesquita de París amb Si Brahim el Glaoui, fill de Thami El Glaoui, paxà de Marràqueix, que havia conegut al plató de The Black Rose, i va abandonar la seva feina com a actriu. El mateix any va donar a llum un fill –el futur actor i director Mehdi El Glaoui– i es va establir a França, on comprà un gran molí 45 km al sud de París, a Saint-Cyr-sous-Dourdan, a la vora de la Rémarde, anomenat Le Moulin bleu, per criar-hi el seu fill lluny de l'enrenou de París. Mehdi gairebé no va conèixer el seu pare, que va morir el 1971.

### Escriptura i televisió:Belle i Sébastieni altres obres
Després d'abandonar la seva professió d'actriu, esdevingué escriptora per a joves. Publicà llibres dels quals la crítica destacà les qualitats literàries al servei d'una trama entranyable i matisada, i adaptà ella mateixa les seves novel·les per a la televisió; i també a la inversa, escrigué guions per a sèries dels quals extragué després seqüeles romàntiques (adaptació a la narrativa literària o novel·lització).
Primer va fer una sèrie de curtmetratges, Les Histoires de Cécile, on va llegir davant la càmera les històries que va escriure i il·lustrar per al seu fill Mehdi, de dos anys. Aquest treball va desencadenar la producció de la telenovel·la Poly el 1961, a partir d'una idea concebuda el 1958. Tornà a escriure i dirigir, i Mehdi hi interpretà altre cop el paper central. La sèrie de novel·les per a joves Poly es va publicar a França de 1964 a 1988.
Després va arribar la sèrie Belle et Sébastien, una altra telenovel·la televisiva al voltant d'un animal i un nen, amb 39 épisodes emesos en tres parts del 1965 al 1970 al primer canal ORTF i en què el paper principal és interpretat pel seu fill Mehdi. Aubry també hi fa el paper de narradora. Belle et Sébastien va tenir un gran èxit televisiu, entre el 1965 i el 1968, i la sèrie fins i tot va provocar una bogeria puntual a França pels gossos de muntanya dels Pirineus, la mida dels quals, però, en limita l'establiment a les zones urbanes. Els contes s'adapten a llibres infantils, barrejant hàbilment misteri i emoció. Poly, com Belle i Sébastien, marcarà tota una generació.
El 1973 va escriure el guió d'una altra sèrie de televisió, Le Jeune Fabre, que va presentar l'actriu Véronique Jannot i que també va ser la seva darrera col·laboració a la televisió amb el seu fill, que hi interpretava el paper principal.

### Final de la vida
Va viure els darrers anys retirada al Moulin bleu de Saint-Cyr-sous-Dourdan. I va morir al centre hospitalari de Dourdan el 19 de juliol de 2010 als 81 anys.

## Homenatge
L'escola primària de Saint-Cyr-sous-Dourdan es diu "Escola Cecile-Aubry".

## Filmografia

### Actriu
- 1947: Une nuit a Tabarin, de Karel Lamač
- 1949: Manon, d'Henri-Georges Clouzot: Manon Lescaut
- 1950: La rose noire, de Henry Hathaway: Maryam
- 1951: Blaubart, de Christian-Jaque: Aline
- 1953: Tombé du ciel, de Leonardo De Mitri
- 1954: Tanz in der Sonne, de Géza von Cziffra
- 1959: Hello luck, d'Edgar Neville & Guy Lefranc: l'americà
- 1960: L'espia sera a Nouméa, de Georges Péclet

### Guionista
- 1961: Poly, sèrie de televisió emesa de 1963 a 1973.

1. Poly o el misteri del castell
2. Les Vacances de Poly
3. Poly i el secret de les set estrelles
4. Poly a Portugal
5. Ajuda Poly, ajuda!
6. Poly i el diamant negre
7. Poly a Venècia
8. Poli a Espanya
9. Poly a Tunísia

- Belle et Sébastien, sèrie de televisió (3 temporades de 13 episodis).

1. 1965: Bella i Sebastian
2. 1968: Sébastien entre els homes
3. 1970: Sébastien i la Mary-Morgan

- 1973: Le Jeune Fabre, sèrie de televisió.
- 1990: Encontro em Lisboa, curtmetratge de Claude Boissol.

### Directora
- 1961: Poly o el misteri del castell
- 1965: Bella i Sebastian
- 1968: Sébastien entre els homes
- 1970: Sébastien i la Mary-Morgan
- 1973: Le Jeune Fabre

### Teatre
- 1953: O, mes aïeux!... de José-André Lacour, dirigida per Jean Le Poulain, Théâtre de l'Œuvre
- 1955: La Chair de l'orchidée, adaptació de Frédéric Dard i Marcel Duhamel a partir de James Hadley Chase, dirigida per Robert Hossein, teatre Grand-Guignol

## Publicacions

### Poly
- Les Vacances de Poly, 1964
- Poly et le secret des sept étoiles, 1966
- Au secours, Poly!, 1967
- Poly et le Diamant noir, 1968
- Poly à Venise, 1970
- Poly et son ami Pippo, 1971
- Poly en Espagne, 1972
- Poly en Tunisie, 1973
- Poly et le Mystère de l'oasis, 1974
- Poly, la rose et le mendiant, 1976
- Poly au Portugal, 1976
- Poly au festival pop, 1978
- Poly superstar, 1981
- Poly s'amuse, 1981
- Poly à Paris, 1981
- Poly au Québec, 1982
- Poly en Irlande, 1982
- Poly, champion des motards, 1983
- Poly fait scandale, 1984
- Poly se fâche, 1985
- Poly amoureux, 1986

### Belle i Sebastian
- Belle et Sébastien: Le Document secret, 1966
- Sébastien parmi les hommes, 1968
- Sébastien et la Mary Morgane: Le Capitaine Louis Maréchal, 1969
- Sébastien et la Mary Morgane: Le Retour du Narval, 1969
- Un été pour Sébastien, 1972
- Séverine, Belle et Sébastien, 1977

### Altres novel·les
- Pick et Nicolas, 1958
- Le Trouble des eaux, 1959
- Le Jeune Fabre, 1973
- Mes sorciers, 1974
- Hervé et l'anneau d'émeraude, 1975,
- Hervé au château, 1977
- David et Prisca, 1977
- Je n'avais pas pensé à toi, 1977
- La Grande Bastide, 1979
- Le Bonheur volé, 1981

### Pròleg
- Digues per què?, 1967